# Сімаррон (фільм, 1931)
«Сімаррон» (англ. Cimarron) — американський вестерн 1931 року за мотивами однойменного роману Едни Фарбер. Три премії «Оскар». Картина стала першим вестерном, відзначеним премією «Оскар». Попри блискучу критику, картина провалилася в прокаті.

## Сюжет
Історія газетяра та адвоката Янси Кравата і його дружини Сабри, які дізнавшись про земельний бум 1889 року в Оклахомі, вирушили шукати щастя на Захід. Вони взяли участь у Земельних перегонах 1893 року.

## У ролях
- Річард Дікс — Янси Крават
- Айрін Данн — Сабра Крават
- Естель Тейлор — Діксі Лі
- Ненс О'Ніл — Феліс Венейбл
- Вільям Кольє молодший — малюк
- Роско Ейтс — Джессі Рікі
- Джордж Е. Стоун — Сол Леві
- Стенлі Філдс — Лон Янтіс
- Роберт Маквейд — Луїс Гефнер
- Една Мей Олівер — місис Трейсі Ваєтт
- Джудіт Баррет — Донна Крават
- Юджин М. Джексон — Ісая

## Знімання
Прототипом Янси Кравата, персонажа Річарда Дікса, був адвокат Темпл Г'юстон — син Сема Г'юстона, якого Дікс пізніше зіграв у фільмі 1939 «Завойовник». Знімання сцени, яка ілюструвала земельні перегони в Оклахомі 1889, зайняло цілий тиждень. У роботі брали участь 5000 статистів і 28 операторів.

## Премії та номінації
- Премії «Оскар»
  - найкращий фільм
  - Найкраща робота художника — Макс Рі
  - Найкращий сценарій-адаптація — Говард Істабрук
- Номінації «Оскар»
  - Найкраща чоловіча роль — Річард Дікс
  - Найкраща жіноча роль — Айрін Данн
  - Найкраща операторська робота — Едвард Кронджагер
  - Найкраща режисура — Веслі Рагглз